# 전주향교 소장 완영책판
전주향교 소장 완영책판(全州鄕校 所藏 完營冊板)은 전북특별자치도 전주시, 전주향교에 있는 책판이다. 2005년 12월 16일 전라북도의 유형문화재 제204호로 지정되었다.

## 개요
이 완영책판은 원래 전라감영에서 서적을 간행할 때 사용하였던 것으로 전라감영 내에 보존․관리되고 있었으나 1899년 당시 전라관찰사이었던 조한국의 명으로 전라감영 내에 분산되어 있던 책판을 모아 전주향교에 보존하게 되었다. 1920년대에 책고를 지어 관리해 오다가 1987년 전주시에서 장판각을 건립하고 목재로 서가를 만들어 오늘에 이르고 있다. 
장판각에 소장된 완영책판은 총 5,059개에 9,830면이 서각되어 있으며, 서각되지 않은 면수는 288면이다. 이들 목판의 책판 종류는 자치통감강목(1,775개), 동의보감(151개), 주자대전(1,471개), 율곡전서(491개), 성리대전(576개), 증수무원록언해(53개), 사기(484개), 사략(56개), 호남삼강록(1개), 주서백선(1개) 등 19종이다. 
원래는 1987년에 지어진 전주향교내의 장판각 건물에 목재의 서가를 설치하여 보존하고 있었으나 현재는 전북대박물관 수장고에 보존․관리되고 있다. 재질은 자작나무과에 속하는 목재로 구성되어 있는데 대체로 가로 40-70cm, 세로 20-30cm, 두께 2-5cm 이내의 판목으로 양면에 서각되어 있으며, 마구리의 경우 92.2%가 결락되어 있다.

## 같이 보기
- 조한국
- 전주향교

## 참고 자료
- 전주향교소장완영책판 - 국가유산청 국가유산포털